# Konstantin Rieder
Konstantin Rieder (* 24. Juli 1868 in Millstatt; † 14. Juni 1942 in Althofen) war ein österreichischer Kaufmann und Politiker.

## Leben
Rieder war der Sohn des Kaufmanns Alex Rieder (* 17. Februar 1830; † 29. September 1909) und dessen Ehefrau Anna geborene Fauner (* 17. September 1837; † 17. Mai 1905). Er war römisch-katholisch und heiratete am 17. Februar 1903 Anna Sandbichler (* 8. April 1872; † 25. April 1954). Die Ehe blieb kinderlos.
Rieder lebte als Kaufmann in Althofen. Vom 16. April 1903 bis zum 20. September 1915 war er Abgeordneter im Kärntner Landtag. Im Landtag war er in der IX. Wahlperiode von 1903 bis 1909 Mitglied des land- und volkswirtschaftlichen sowie des politisch-juridischen und des Bau-Ausschusses und in der X. Wahlperiode von 1909 bis 1915 Mitglied des Bau- und des Rechtsausschusses. Er gehörte dem Klub DVP an.
1930 wurde er mit dem Silbernen Verdienstzeichen der Republik ausgezeichnet.
Über mehrere Perioden war Rieder auch Bürgermeister von Althofen, nämlich von 1904 bis 1913 sowie von 1920 bis 1932.